# Alexandra Rapaport
Pour les articles homonymes, voir Rapaport.
Alexandra Susanna Rapaport Eliasson, née le 26 décembre 1971 à Bromma en Suède, est une actrice suédoise d'origine polonaise.

## Biographie
Alexandra Rapaport est la petite-fille du statisticien polonais, Edmund Rapaport (1923-2020) et de l'architecte Ewa Rapaport (1938-1981), couple réfugié en Suède pendant la Seconde Guerre mondiale. Le nom de famille provient d'Italie vers 1565. 
Alexandra Rapaport a fait ses débuts au cinéma en 1996 dans le Mariage d'Ellinor d'Henry Meyer. Sortie diplômée de l'Académie de Théâtre en 1997, elle joue au Théâtre de la Ville d'Uppsala et au Dramaten. Alexandra Rapaport a participé, entre autres, à l'Argent de Monsieur Arne, King Lear, Le Malade Imaginaire et Pygmalion. 
À partir de 2010, elle devient plus connue grâce au rôle de Nora Linde dans la série policière suédoise Meurtres à Sandhamn, diffusée sur ARTE notamment en Allemagne et en France.
Elle est remarquée dans un rôle secondaire en 2012 dans le thriller La chasse de Thomas Vinterberg. Ce même film a reçu le prix du meilleur scénario aux European Film Awards à Malte 2012. 
Alexandra Rapaport a également participé au podcast "Nemo rencontre un ami" en 2017. Son rôle dans la production télévisée Gåsmamman lui vaut le prix Kristallen de la meilleure actrice en 2017.

## Vie privée
Alexandra Rapaport est mariée à Joakim Eliasson et a deux enfants : Elmer Eliasson, un fils né le 23 décembre 2007, et Blanca Eliasson, une fille née en 2010.
Elle était la tante de la skieuse alpine Matilda Rapaport.

## Filmographie

### Cinéma
- 1999 : Les Aventures de Tsatsiki d'Ella Lemhagen
- 2001 : Livvakterna d'Anders Nilsson
- 2006 : Inga tårar de Håkan Bjerking
- 2009 : Sommaren med Göran - En midsommarnattskomedi de Staffan Lindberg
- 2011 : En gång i Phuket de Staffan Lindberg
- 2011 : The Crown Jewels (Kronjuvelerna) d'Ella Lemhagen : Marianne Fernandez
- 2012 : La Chasse de Thomas Vinterberg

### Télévision
- 2014 : Bastuklubben - Seija Sanningen
- 2015 : The Team - Liv Eriksen
- 2015 : Modus - Ulrika Sjöberg
- 2010 - 2024 : Meurtres à Sandhamn (Morden i Sandhamn) de Marcus Olsson - Nora Linde
- 2015 - 2016 : Gåsmamman - Sonja Ek
- 2020 : Heder : Nour